# 石田雅昭
石田 雅昭（いしだ まさあき、1954年11月26日 - ）は、日本の実業家。技術者。
エスペック代表取締役会長。

## 経歴
兵庫県西宮市出身。1977年に姫路工業大学（現兵庫県立大学）工学部を卒業後、田葉井製作所（現エスペック）入社。2011年より代表取締役社長。2022年4月より取締役会長。
2016年には、電気自動車の普及を見据え、エスペックに「バッテリー安全認証センター」を開設し、毎日新聞のインタビューでその手応えや今後の事業戦略を答えている。
コロナ禍の中で、2020年には11億円を投じ新技術開発棟を建設。「技術開発力の強化と、生物多様性保全の推進を目的とした施設」としている。2021年には新型コロナウイルスワクチン用の定温輸送保冷庫や超低温対応の小型冷凍庫を開発し、石田はものづくりや人材開発についてインタビューに答えている。

## 年譜
- 1977年 - 姫路工業大学工学部電子工学科卒業
- 1977年 - 田葉井製作所入社
- 2008年 - エスペック取締役
- 2009年 - エスペック常務取締役
- 2011年 - エスペック代表取締役社長